# Südostasienspiele 1969
Die Südostasienspiele 1969, englisch als Southeast Asian Peninsular Games (SEAP) bezeichnet, fanden vom 6. bis 13. Dezember 1969 in Rangoon statt. Es war die 5. Auflage der Spiele. Es nahmen etwa 1200 Athleten und Offizielle aus 6 Ländern in 15 Sportarten an den Spielen teil.

## Medaillenspiegel
| Platz | Land       | Gold | Silber | Bronze | Gesamt |
| ----- | ---------- | ---- | ------ | ------ | ------ |
| 1     | Birma      | 57   | 46     | 46     | 149    |
| 2     | Thailand   | 32   | 32     | 45     | 109    |
| 3     | Singapur   | 31   | 39     | 23     | 93     |
| 4     | Malaysia   | 16   | 24     | 39     | 79     |
| 5     | Südvietnam | 9    | 5      | 8      | 22     |
| 6     | Laos       | 0    | 0      | 3      | 3      |

## Sportarten
- Badminton
- Basketball
- Boxen
- Fußball
- Gewichtheben
- Judo
- Leichtathletik
- Radsport
- Schießen
- Schwimmsport
- Segeln
- Tennis
- Tischtennis
- Turnen
- Volleyball

## Referenzen
- Percy Seneviratne (1993) Golden Moments: the S.E.A Games 1959-1991 Dominie Press, Singapur ISBN 981-00-4597-2
- Geschichte der Südostasienspiele
- Lew Hon Kin: SEA Games Records 1959-1985, Petaling Jaya – Penerbit Pan Earth, 1986